# Waarom?
"Waarom?" ("Porquê?") foi a canção que representou a Bélgica no Festival Eurovisão da Canção 1963 que teve lugar em Londres em 23 de março de 1963.
A referida canção foi interpretada em neerlandês por Jacques Raymond. Foi a décima-quarta canção a ser interpretada na noite do evento, a seguir à canção da Suécia "En gång i Stockholm", interpretada por Monica Zetterlund e antes da canção do Mónaco  "L'amour s'en va"), cantada por Françoise Hardy. Terminaria a competição em 10.º lugar, tendo recebido um total de 4 pontos. No ano seguinte, em 1964, a Bélgica foi representada por Robert Cogoi que interpretou a canção "Près de ma rivière".

## Autores
- Letrista:  Wim Brabants
- Compositor: Hans Flower
- Orquestrador: Francis Bay

## Letra
A canção é baseada em perguntas retóricas, com Raymond perguntando por que a pergunta "I love you - você me ama também? " é tão poderosa na experiência humana. 